# Александра (Мельгунова)
Схимона́хиня Алекса́ндра (в миру — Ага́фия Семёновна Мельгуно́ва; конец 1720-х — начало 1730-х — 13 июня 1789) — основательница Дивеевской монашеской общины.

## Биография
Агафья Семёновна Мельгунова, урождённая дворянка Нижегородской губернии Белокопытова, была женой полковника — богатого помещика Ярославской, Владимирской, Рязанской (Переяславской) губерний. В возрасте около 30 лет став вдовой, решила посвятить себя Богу и приняла монашество во Флоровском монастыре в Киеве, под именем Александры. После смерти мужа у неё осталась трёхлетняя дочь, умершая в девятилетнем возрасте.
Преподобный Серафим Саровский так говорил о матушке: «Это великая жена была. Я и по сей день её стопы лобызаю».

## Канонизация
26 сентября 2000 года были обретены мощи преподобных Александры, Марфы и Елены Дивеевских. 22 декабря 2000 года состоялось их прославление как местночтимых святых Нижегородской епархии. Тем самым было исполнено предсказание Серафима Саровского, что три подвижницы: схимонахиня Александра (Мельгунова), схимонахиня Марфа (Милюкова) и монахиня Елена (Мантурова) — со временем будут прославлены, и мощи их будут открыто почивать в обители.
После двух дней пребывания в Преображенском соборе Серафимо-Дивеевского монастыря святые мощи преподобных жен торжественно были перенесены на место, назначенное для них батюшкой Серафимом, — в храм Рождества Богородицы.
Мощи преподобных жен Дивеевских были перенесены в Казанскую церковь в ноябре 2006 года из-за ремонтных работ в церкви Рождества Богородицы.
6 марта 2009 года в монастырь был возвращён портрет матушки Александры.
Мощи преподобных первоначальниц почивают в храме Рождества Богородицы. Отец Серафим так говорил М. В. Мантурову о месте строительства этого храма: «Царице Небесной угодно, чтобы была у них (сестер) своя церковь к паперти же Казанской церкви, так как паперть эта достойна алтаря! Ведь Матушка Агафия Семеновна, стоя на молитве, всю токами слез своего смирения омыла её».